# Ingeborg Capra-Teuffenbach
Ingeborg Capra-Teuffenbach geborene Teuffenbach (* 1. Oktober 1914 in Wolfsberg, Kärnten, Österreich-Ungarn; † 16. September 1992 in Innsbruck) war eine nationalsozialistische österreichische Schriftstellerin und Literaturkritikerin.

## Leben
Ingeborg Teuffenbach war Mitglied im Bund Deutscher Mädel (BDM) und heiratete 1937 in Berchtesgaden den SS-Hauptsturmführer und persönlichen Referenten des Wiener Gauleiters Odilo Globocnik, Heinz Capra. Seit 1934 in der illegalen NSDAP tätig, beantragte sie am 22. Juni 1938 die Aufnahme in die NSDAP und wurde rückwirkend zum 1. Mai desselben Jahres aufgenommen (Mitgliedsnummer 6.223.137). Sie gehörte im Wien der NS-Zeit als einzige Frau zur literarischen Prominenz. Teuffenbach verarbeitete in ihren Werken dezidiert nationalsozialistisches Gedankengut, von Führergedichten (u. a. „Bekenntnis zum Führer“) bis zu Durchhalteparolen (u. a. „Hymnus im Krieg“). Ein Großteil der Gedichte in dem 1938 von Baldur von Schirach herausgegebenen, repräsentativen Lyrikband Das Lied der Getreuen stammte von ihr.
Ab 1948 stand sie in regelmäßigem Kontakt mit Christine Lavant; ihr Briefwechsel wurde posthum veröffentlicht. 1977 gründete sie mit den Innsbrucker Wochenendgesprächen einen internationalen Treffpunkt für Autoren. Ihr Nachlass wird im Brenner-Archiv in Innsbruck aufbewahrt.
Sie ist die Mutter des Physikers und Philosophen Fritjof Capra sowie des Filmemachers Bernt Capra.

## Auszeichnungen
- 1941 Raimund-Preis der Stadt Wien (zusammen mit weiteren Autoren)
- 1955 Kunstpreis der Stadt Innsbruck 3. Preis für Lyrik

## Werke

### Hörspiele
- 1965: Heute ohne Morgen – Regie: Hermann Brix (Hörspiel – ORF Tirol)
- 1965: Mosaik der Momente – Regie: Heinz-Günter Stamm (Original-Hörspiel – BR)
- 1967: Mosaik der Momente – Regie: Hermann Brix (Originalhörspiel – ORF Tirol)
- 1967: Wasser und Glas – Regie: Hermann Brix (Hörspiel – ORF Tirol)
- 1970: Hier spricht NN – Regie: Heinz-Günter Stamm (Originalhörspiel – BR/ORF Tirol)
- 1971: Regentage – Regie: Bert Breit (Hörspiel – ORF Tirol)
- 1973: Feriengrüsse – Regie: Franz Hölbing (Hörspiel – ORF Tirol)
- 1974: Ein Deckel für jeden Topf – Regie: Rudolf Kautek (Hörspiel – ORF Tirol)
- 1975: Die Kuh, die sitzt im Schwalbennest – Regie: Karl-Heinz Köhn (Hörspiel – ORF Tirol)
- 1976: Ich bin wie du mich haben willst – Regie: Franz Hölbing (Hörspiel – ORF Tirol)
- 1978: Die Kuh, die sitzt im Schwalbennest – Regie: Tibor von Peterdy (Hörspiel – DW)
- 1979: Weitergeben – Regie: Ferry Bauer (Originalhörspiel – ORF Oberösterreich)
- 1979: Oszillator auf Probe – Regie: Franz Hölbing (Originalhörspiel – ORF Tirol)
- 1980: Wie gehts denn der Sophie? – Regie: Hans Krendlesberger (Originalhörspiel – ORF)
- 1982: Wie gehts denn der Sophie? – Regie: Tibor von Peterdy (Originalhörspiel – DW)
- 1982: Erfüllung eines Wunsches – Regie: Franz Hölbing (Hörspiel – ORF Tirol)
- 1982: Fünf mal er selbst – Regie: Ferry Bauer (Originalhörspiel – ORF Oberösterreich)
- 1987: Sprechbänderpost – Regie: Klaus Gmeiner (Originalhörspiel – ORF Vorarlberg)
  - Auszeichnung: 1. Preis beim Hörspielwettbewerb des Landesstudios Vorarlberg und der Vorarlberger Landesregierung
- 1987: Die Quergänger – Regie: Josef Kuderna (Originalhörspiel – ORF Tirol)
- 1990: Mascali – Regie: Heinz Wilhelm Schwarz (Hörspiel – ORF Salzburg)

Quellen: Ö1-Hörspieldatenbank und ARD-Hörspieldatenbank

### Weiteres
- Saat und Reife, Bekenntnisse der Liebe und des Glaubens, Gedichte, Luser, Wien / Leipzig 1938, DNB 576659924.
- Kärntner Heimat, 1938.
- Verpflichtung. Gedichte zum Krieg, 1940.
- Du Kind, 1941.
- Verborgenes Bildnis, 1943.
- Der große Gesang, 1953.
- Christine Lavant – „Gerufen nach dem Fluss“. Zeugnis einer Freundschaft. Amman, Zürich 1989, ISBN 3-250-10122-2, 2., erweiterte Auflage 1994.
- Positionen: Gedichte, Haymon, Innsbruck 1993, ISBN 3-85218-147-X.